# Robert Doornbos
Robert Michael Doornbos (Rotterdam, 23 september 1981) is een Nederlandse voormalig autocoureur. Hij was tussen 2004 en 2007 actief in de Formule 1 en reed in 2005 voor Minardi en in 2006 voor Red Bull Racing. Daarna was hij nog actief in de Champ Car World Series, A1GP, IndyCar Series en Superleague Formula. Van 2013 tot en met 2024 was hij Formule 1-analist bij Ziggo Sport.

## Vroege carrière
Doornbos ging in 1998 als VIP naar de Formule 1 GP van België. Daar ontmoette hij Jacques Villeneuve, die in 1997 de wereldtitel Formule 1 won. Gefascineerd door het autoracen besloot hij autocoureur te worden. In 1999 werd hij vicekampioen in de Opel Lotus klasse. Daarna reed hij een jaar Formule Ford, om vervolgens drie jaar in verschillende Formule 3 series te rijden.
Door zijn goede resultaten in de F3 werd hij in 2004 tweede rijder naast zijn meer ervaren teamgenoot Vitantonio Liuzzi bij het succesvolle Arden International team in het FIA International F3000 kampioenschap. Hij boekte vier podiumplaatsen waaronder een overwinning in de regen op Spa-Francorchamps en een snelste ronde. Hij werd “Rookie of the Year” en eindigde als derde in het klassement. Liuzzi werd uiteindelijk kampioen.

## Formule 1-carrière

### 2004
Naar aanleiding van zijn F3000-resultaten werd hij in 2004 benoemd tot testrijder van Jordan voor de laatste drie races van de Formule 1. Dit kwam, omdat Timo Glock als testcoureur Giorgio Pantano moest vervangen vanwege sponsorproblemen. Bij deze races diende hij als de derde coureur en mocht hij de vrijdagse trainingen rijden. Tijdens deze trainingen boekte Doornbos goede resultaten. Hij kwam voor het eerst in actie tijdens de Grand Prix van China en tijdens de Grand Prix van Brazilië was hij zelfs sneller dan beide teamgenoten.

### 2005
In 2005 was Doornbos zeer dicht bij een racestoeltje bij Jordan, maar dat ging op het laatste moment niet door, omdat Eddie Jordan (toenmalig teambaas) het team had verkocht aan Alex Shnaider van Midland. Doornbos kon echter wel weer de vrijdagtrainingen op zich nemen als derde coureur, en was de invallende rijder voor wanneer een van de vaste coureurs Narain Karthikeyan of Tiago Monteiro niet kon racen. Doornbos was tijdens de Grote Prijs van Australië meteen al sneller dan beide teamgenoten.
Tijdens de Grote Prijs van Europa op de Nürburgring moest Doornbos aan de kant zitten, omdat Jordan de Fransman Franck Montagny een kans wilde geven. Het team had tijdens de trainingen Montagny te veel sets banden laten gebruiken, waardoor Jordan tijdens de Grand Prix van Canada geen derde rijder in mocht zetten, en Doornbos moest hier dus ook aan de kant zitten.
Na de Grote Prijs van Groot-Brittannië in 2005 verving Doornbos de Oostenrijker Patrick Friesacher als tweede rijder bij Minardi. Hij reed het hele jaar onder een licentie van Monaco. Als teammaat van zijn landgenoot Christijan Albers maakte hij zijn Formule 1-debuut bij de Grote Prijs van Duitsland. Hij reed deze race uit en eindigde als 18e met 4 ronden achterstand op de winnaar.

### 2006

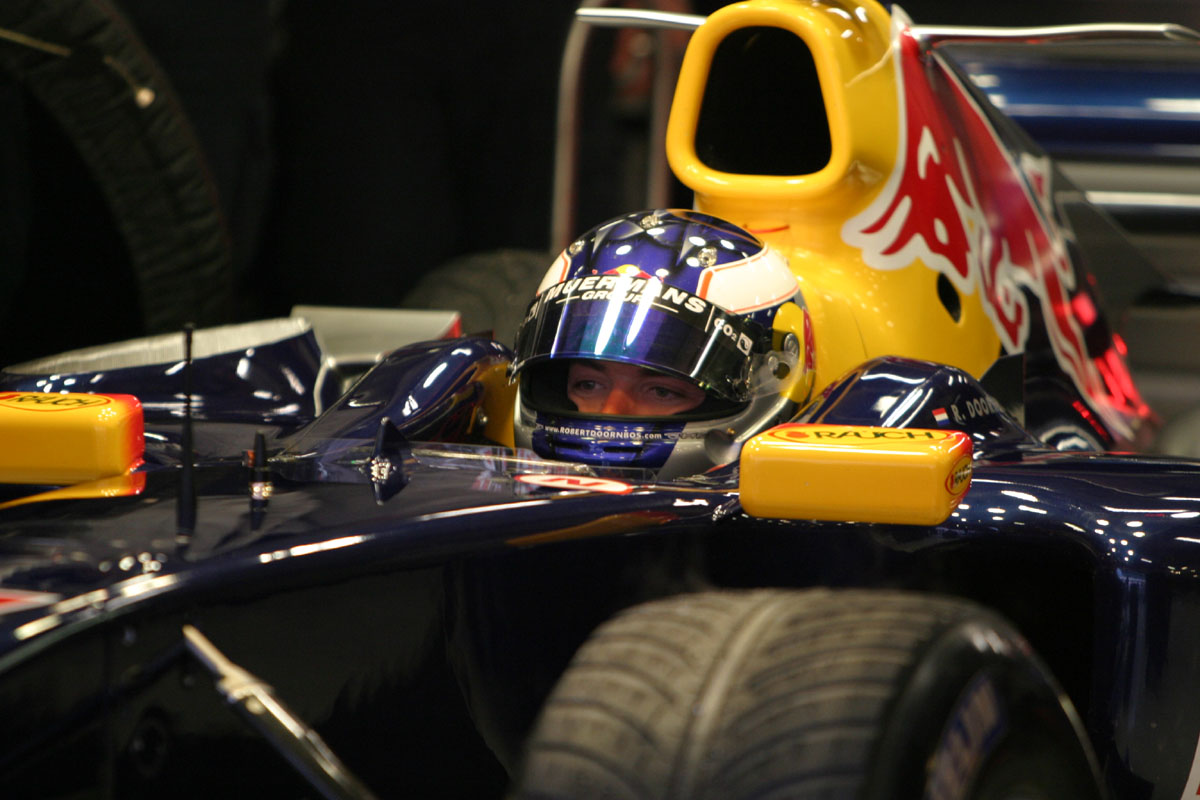
Doornbos in de Red Bull Racing Formule 1-wagen

In 2006 was Doornbos derde rijder bij het team van Red Bull Racing. Voor de laatste drie races van het seizoen nam hij de plaats in van Christian Klien. Voor de race in China wist hij zich als tiende te kwalificeren; hij eindigde als twaalfde. In Japan finishte hij als dertiende, en tijdens de laatste race in Brazilië als twaalfde.
Op 15 augustus 2006 kreeg Doornbos van Rijkswaterstaat de gelegenheid een jongensdroom in vervulling te laten gaan. Op een voor die gelegenheid afgezet deel van de Afsluitdijk haalde hij in zijn Red Bull "RB2" een snelheid van 326 kilometer per uur.

### 2007
In 2007 kende Doornbos slechts twee actieve testdagen bij Red Bull Racing. Op 14 november 2007 werd hij tijdens de wintertest in Barcelona gesignaleerd bij het BMW Sauber F1 team. Doornbos was in gesprek om voor BMW Sauber tijdens de test van 4, 5 en 6 december 2007 te gaan testen, en voor een rol als reserve- en testcoureur. Maar zover kwam het niet. In plaats daarvan testte BMW Sauber onder andere de 20-jarige Spanjaard Javier Villa en de Britse Formule 3-kampioen Marko Asmer. Derde coureur werd Christian Klien, afkomstig van Red Bull Racing. Testrijder werd Marko Asmer.

## Champ Car-carrière

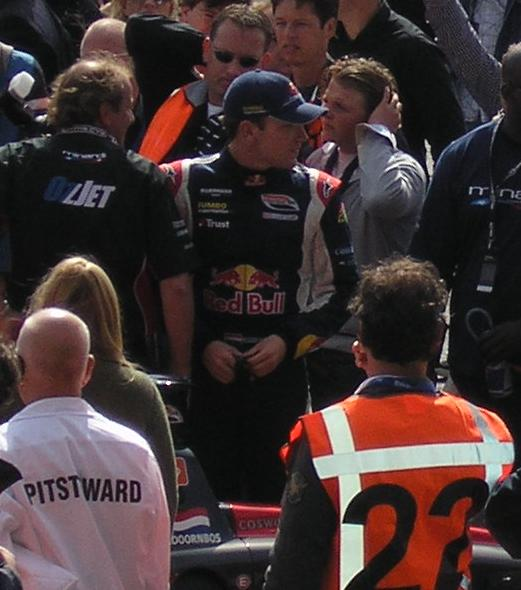
Robert Doornbos tijdens de Dutch Champ Car Grand Prix

### 2007
Naast zijn rol als testrijder bij Red Bull Racing, ging Doornbos in de Verenigde Staten voor Minardi Team USA racen in de Champcar World Series. Tijdens zijn debuut-race in Las Vegas op 9 april wist hij zich als derde te kwalificeren en als tweede te finishen. Hiermee was hij de eerste rookie sinds Nigel Mansell in 1993, die in zijn eerste Champ Car-race het podium behaalde. Verder behaalde hij in zijn derde Champ Car race een derde plaats vanaf een dertiende startplek. Hij won zijn eerste race in Mont-Tremblant, Canada op 1 juli 2007, voor Sébastien Bourdais. Op 20 juli 2007 won Doornbos in San José zijn tweede race en stond daarmee tweede in het algemeen klassement, met tien punten achter Sébastien Bourdais. Door zijn vierde plek in Surfers Paradise was hij onbereikbaar geworden voor de nummer twee in het Rookie-klassement. Hij werd dus Rookie of the Year 2007. Uiteindelijk werd Doornbos derde in het eindklassement van 2007, achter Justin Wilson en Sébastien Bourdais.

## Superleague Formula

### 2008
In 2008 kwam Doornbos uit in de Superleague Formula, een nieuw opgezette raceklasse waarin voetbalclubs uitkomen. Doornbos kwam uit voor het team van AC Milan. Doornbos werd derde in het allereerste Superleague Formula seizoen.

### 2010
Voor 2010 tekende Doornbos een contract met het team van Azerti, die de wagen van Robert had voorzien van de kleuren van de Braziliaanse voetbalclub SC Corinthians Paulista.

### 2011
In 2011 reed Doornbos namens Atech Reid Grand Prix eerst voor Team Netherlands en daarna voor Team Japan.

## A1 Grand Prix

### 2008/2009
Op 17 september 2008 werd bekend, dat Doornbos samen met Jeroen Bleekemolen ging rijden in de A1 GP voor team Nederland van oud-coureur Jan Lammers. Beiden reden om en om. Doornbos maakte zijn A1GP debuut in het Chinese Chengdu en reed verder nog in Nieuw-Zeeland, Mexico en Engeland.

## IndyCar

### 2009
Robert Doornbos kwam het seizoen 2009 uit in de IndyCar Series. Daarmee keerde hij terug in Amerika en zou hij gaan rijden voor het team van Newman-Haas-Lanigan Racing, een team dat vele malen zegevierde in de ChampCar (ChampCar is samen met de Indy Racing League gefuseerd in de IndyCar). Doornbos reed met het startnummer 06. Zijn teamgenoot was de Amerikaan Graham Rahal, uitkomend met startnummer 02. Een van de races in het seizoen was de legendarische Indy 500, waar Arie Luyendyk en zijn zoon Arie Luyendyk jr. als enige Nederlanders Doornbos voorgingen.
Midden in het seizoen verliet Doornbos zijn Newman-Haas-Lanigan Racing team. Een optie in zijn contract maakte een vertrek na twaalf races mogelijk, en naar eigen zeggen had Doornbos zelf van deze optie gebruikgemaakt. Doornbos had ervoor gekozen om aan de slag te gaan bij HVM Racing. Hij was een verbintenis aangegaan die hem verzekerde van een plek tot het eind van het seizoen 2010. Doornbos keerde hiermee terug naar zijn oude ChampCar team, dat destijds nog Minardi Team USA heette. De rest van het seizoen 2009 kwam Doornbos uit met startnummer 33. Ondanks de eerdere aankondiging dat hij in 2010 verzekerd was van een plaats bij het team, raakte voor de start van het IndyCar seizoen 2010 bekend, dat Doornbos niet aan de start zou komen tijdens de eerste race van het jaar, omdat er niet voldoende sponsoring gevonden was.

## Privé
Op 15 april 2023 trad Doornbos in het huwelijk met de styliste Chantal Bles. Ze waren al tien jaar verloofd en hebben twee kinderen.